# Carl Fredrik Piper (1785–1859)

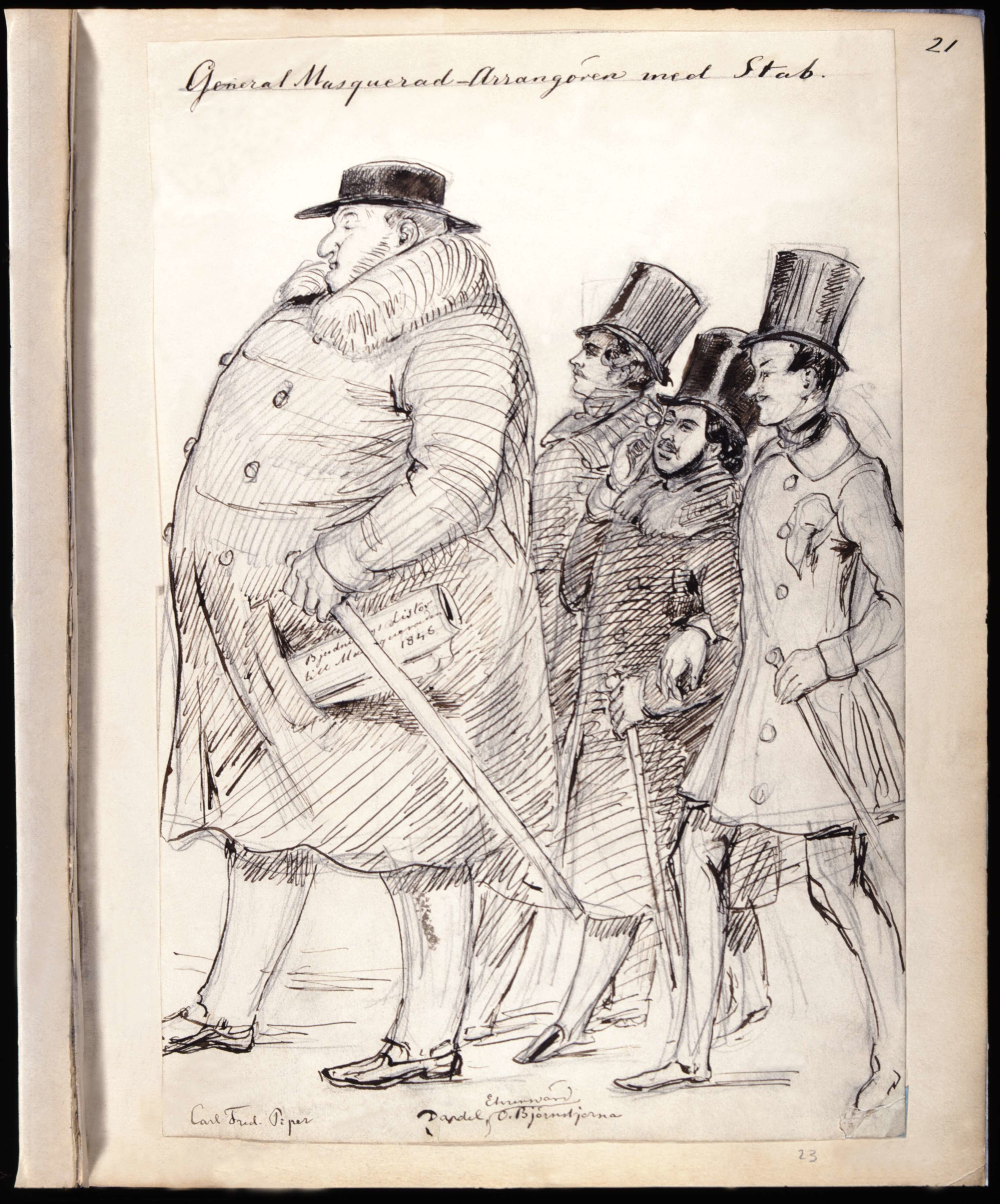
Carl Fredrik Piper med flera i skämtteckning av Fritz von Dardel 1845.

Carl Fredrik Piper, född 29 augusti 1785 i Stockholm, död 6 mars 1859 i Stockholm, var en svensk greve och jägmästare.

## Biografi
Carl Fredrik Piper föddes 1785 i Stockholm. Han var son till hovmannen Adolf Ludvig Piper och Sophie von Fersen. Piper blev fänrik vid Västmanlands regemente 12 april 1786, studerade vid utrikes akademier, blev extra ordinarie kanslist i inrikes civilexpeditionen 1804, kammarjunkare 1807, kopist vid nämnda expedition 2 oktober 1809 och kanslist där 24 september 1810–1816. Han blev förste hovjägmästare 11 juni 1825 och utnämndes 10 november 1851 till riddare av Nordstjärneorden (RNO). Piper blev 12 juli 1858 överhovjägmästare. Han avled 1859 i Stockholm och begravdes bredvid sin fru på Kimstads kyrkogård.
Han ägde Löfstads slott vid Norrköping, vilket kom från moderns släkt.

### Familj
Piper gifte sig 9 januari 1817 på Himmelstalund i Östra Eneby församling med friherrinnan Emilie Fredrika Aurora De Geer af Finspång (1782–1828), dotter till överkammarherren Jean-Jacques De Geer och grevinnan Fredrika Aurora Taube samt tidigare gift med generalmajoren Mauritz Clairfelt, vilken hon skilde sig från 1810. Piper och De Geer fick tillsammans kammarherren Charles Piper (1818–1902).